# Nectophrynoides tornieri
Espèce
Synonymes
- Nectophryne tornieri Roux, 1906

Statut de conservation UICN

 LC  : Préoccupation mineure
Statut CITES

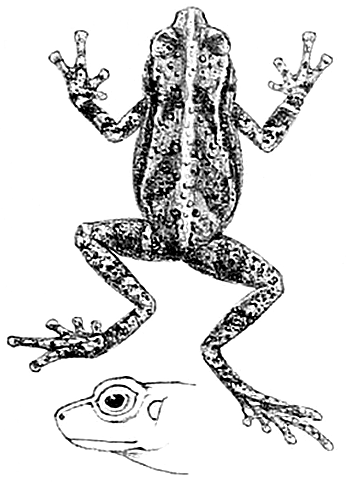
dessin de Nectophrynoides tornieri

Nectophrynoides tornieri est une espèce d'amphibiens de la famille des Bufonidae.

## Répartition
Cette espèce est endémique de Tanzanie. Elle se rencontre entre 300 et 1 800 m d'altitude dans les monts Uluguru, Nguru, Usambara, Ukaguru, Mahenge, Udzungwa et sur le mont Rungwe.

## Description
Les mâles mesurent jusqu'à 28 mm et les femelles jusqu'à 34 mm.

## Étymologie
Cette espèce est nommée en l'honneur de Gustav Tornier.

## Publication originale
- Roux, 1906 : Synopsis of the toads of the genus Nectophryne B. and P., with special remarks on some known species and description of a new species from German East Africa. Proceedings of the Zoological Society of London, vol. 1906, p. 58-65 (texte intégral).